# Oxira reciproca
Oxira reciproca là một loài bướm đêm trong họ Noctuidae.